# Justus Lawler
Justus George Lawler (né le 18 janvier 1927 à Chicago, Illinois) est un théologien catholique américain.
En 1984, il est le rédacteur en chef de A Catholic Statement on Pluralism and Abortion (en), déclaration du mouvement Catholics for Choice publiée par le New York Times.

## Biographie
Justus Lawler a étudié la théologie catholique puis l’a enseignée comme professeur à l'université Saint-François-Xavier de Chicago. En 1984, il a signé la campagne A Catholic Statement on Pluralism and Abortion. Il est l'auteur de plusieurs livres.

## Quelques ouvrages
- Popes and Politics
- Were the Popes against the Jews? Tracking the Myths, Confronting the Ideologues, Wm. B. Eerdmans Publishing, 2012
- The Catholic Dimension in Higher Education
- Nuclear War. The Ethics, the Rhetoric, the Reality
- Celestial Pantomime
- The Christian Imagination
- Hopkins, Re-Constructed
- The Christian Image
- Speak That We May Know
- The Range of Commitment, Essays of a Conservative Liberal